# Computador zumbi
 Computador zumbi é um termo empregado para classificar computadores utilizados para envio de spam e ataque a sites, sem que o dono do computador saiba de tal atividade.
Para que isso aconteça, o invasor precisa instalar um programa no computador-alvo, normalmente através de e-mails, redes ponto-a-ponto (peer-to-peer), ou mesmo através de sites com links onde o invasor disfarça o programa para que o usuário não saiba de que se trata.
Após a instalação do programa, o invasor passa a utilizar esse computador (juntamente com todos os outros computadores infectados) para enviar e-mails em série (spam) com diversas finalidades, ou mesmo para atacar sites, com intuito de criar danos ao site ou deixá-lo lento.
Alguns casos mais graves, o computador passará a não funcionar mais.